# Péšva
Péšva  byl jmenovaný a později dědičný předseda vlády Maráthské říše na indického subkontinentu. Původně péšvové sloužili jako podřízení maráthského krále (čhatrapatího). Později, vlivem klanu rodiny Bhát, se stali de facto vůdci Maráthské konfederace a čhatrapatí se stal jen nominálním vládcem. Během posledních let říše si samotní péšvové změnili své postavení na titulární vůdce a sloužili pod vedením maráthských šlechticů a Britské Východoindické společnosti.

## Počátek
Všichni péšvové během vlády čhatrapatíů Šivádžího (19. února 1627 – 3. dubna 1680), Šámbhudžího (14. května 1657 – 11. března 1689) a Rádždáma (14. února 1670 – 3. března  1700) patřili ke komunitě déšasthánských brahmínů. Déšasthánští brahmínové jsou hinduističtí bráhmani pocházející hlavně z indického státu Maháráštra a severní oblasti státu Karnátaka. Prvním péšvou byl Moropant Pingle, kterého čhatrapatí Šivádží, zakladatel Maráthské říšem jmenoval do čela Ašta Pradhánu (rady osmi ministrů). Původními péšvy byli všichni ministři, kteří sloužili králi. Pozdější péšvové zastávali nejvyšší správní úřady a také ovládali Maráthskou konfederaci. V rámci rodiny Bhát, která aptřila k čitpavánským brahmínům, se péšvové stali de facto dědičnými správci Maráthské konfederace. Úřad péšvy byl nejmocnější za vlády Bádží Ráa I. (v letech 1720-1740). Pod správou péšvy a za podpory několika klíčových generálů a diplomatů ovládala Maráthská říše velké oblasti Indie. Následně vyhlásila říše autonomii a později bylo mnoho provincií kontrolováno a spravováno maráthskými šlechtici. 

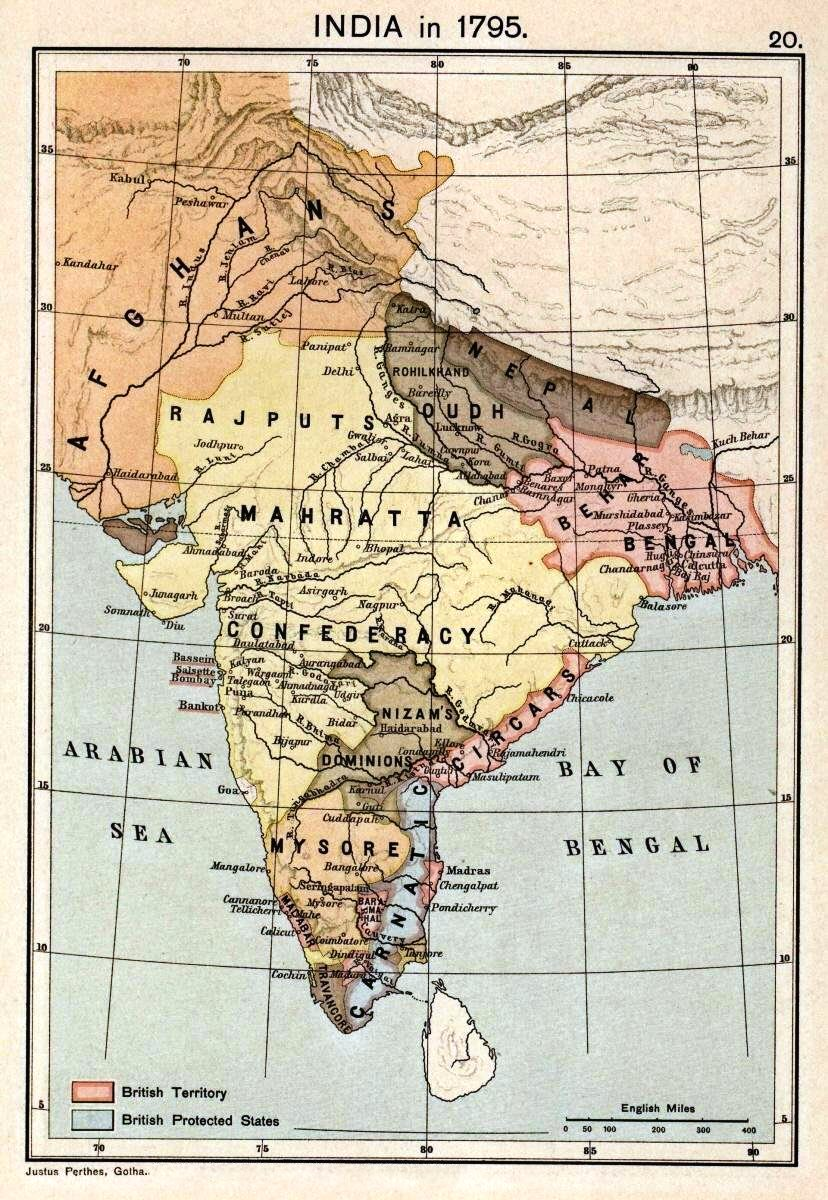
Území Maráthské konfederace, 1795

## Rodina Bhát
V roce 1713 král Šahú (zemřel 1749) jmenoval péšvou Baládží Višvanáta z rodiny Bhátů. Když v roce 1719 král jmenoval péšvou jeho syna s titulem Bádží Ráo I., stala se tato funkce v rodině Bhát dědičnou. Bádží Ráo prokázal svou loajalitu králi ovládnutím feudálních náčelníků, kteří chtěli nezávislost na Maráthské říši. Bádží Ráo vzpoury potlačil a král Šahú z vděčnosti přenechal péšvům a rodině Bhát nezpochybnitelnou kontrolu nad Maráthskou říší.

## Poslední péšva
Bádží Ráo a jeho syn, Baládží Bádží Ráo, byli svědky největšího rozkvětu Maráthské říše, ukončený porážkou afghánskou armádou ve třetí bitvě u Pánipátu v roce 1761. Poslední péšva, Bádží Ráo II., byl poražen Britskou Východoindickou společností v bitvě u Khadki, která byla součástí třetí anglo-maráthské války (1817–1818). Území ovládané péšvy (Peshwai) bylo připojeno k provincii Bombaj Britské východoindické společnosti a Bádží Ráo II. jako péšva odešel na odpočinek. 